# Međunarodni savez slijepih i slabovidnih šahista
Međunarodni savez slijepih i slabovidnih šahista (eng. International Braille Chess Association, IBCA), pridružena organizacija Svjetske šahovske organizacije koja predstavlja slijepe i visoko slabovidne osobe (ostatak vida do 0,05) i osobe oštećena vida. Uloga organizacije je promicati i razvijati sve oblike šaha kod osoba s ovim oblikom invalidnosti, interese šaha, uspostaviti i koordinirati aktivnost članova i organizirati prvenstva pod okriljem FIDE za ovu skupinu ljudi, te zastupati interese članova kod FIDE i inih međunarodnih organizacija. Krovna je ustanova međunarodne šahovske reprezentacije slijepih i slabovidnih.
Pod krovom ove asocijacije održava se Šahovska olimpijada slijepih i slabovidnih šahista.
Sjedište je u Njemačkoj u Hombergu, Rabengasse 6. Počasni predsjednik je Ludwig Beutelhoff, a predsjednik je Jadhav Charudatta.
Osnovana je 1961. godine u njemačkom gradu Meschedeu. I hrvatski su šahisti članovi te organizacije. Od 1972. do 1980. godine potpredsjednik ove značajne međunarodne šahovske organizacije bio je hrvatski šahist, zagrebački profesor Milutin Šakić.

## Vanjske poveznice
- Međunarodni savez slijepih i slabovidnih šahista